# Gelotia lanka
Gelotia lanka är en spindelart som beskrevs av Dilrukshan P. Wijesinghe 1991. Gelotia lanka ingår i släktet Gelotia och familjen hoppspindlar. Inga underarter finns listade i Catalogue of Life.